# Église Saint-Pargoire de Saint-Pargoire
L'église Saint-Pargoire de Saint-Pargoire est une église catholique située à Saint-Pargoire, dans le département français de l'Hérault et la région Occitanie.

## Historique
Au début du IXe siècle, Louis le Pieux a donné l'église Saint-Pargoire et  la villa sur le terrain de laquelle elle se trouve à l'abbaye de Gellone. 
Aucun document permet de préciser les dates et les phases de construction de l'église actuelle. Grâce à la protection des abbés de Gellone, Saint-Pargoire a connu la prospérité dans la seconde moitié du XIIIe siècle et au début du XIVe siècle. Le style de l'édifice permet de préciser la période de construction. L'analyse de la structure montre qu'il y a eu plusieurs périodes d'édification. On voit l'écu de l'abbé de Gellone Bernard II de Bonneval (1303-1317) sur le porche ouest. Le chantier a commencé par l'abside à la fin du XIIIe siècle pour se poursuivre par la construction de la nef quelques décennies plus tard.
Les abbés de Gellone ont fortifié l'église.
Le voûtes de la nef ont été refaites en 1610.

## Protection
L'église a été classée au titre de monuments historiques en 1862.

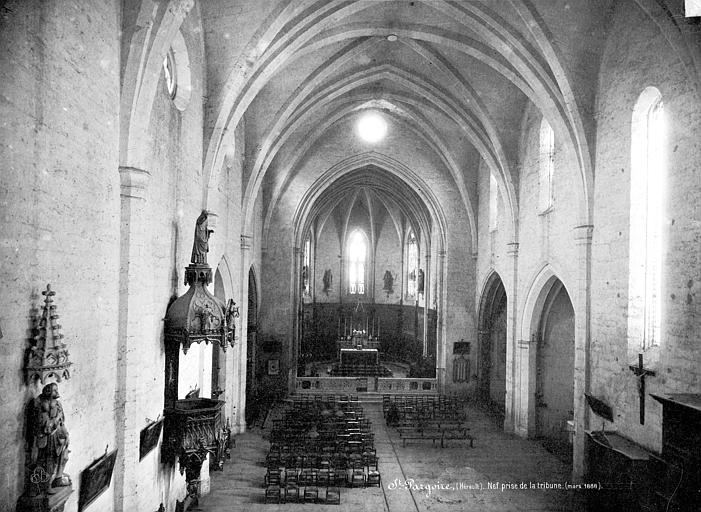
La nef.

## Description
Le plan de l'église est assez simple et repris dans bon nombre d'églises du Languedoc. L'église est à nef unique de six travées, séparées par des gros doubleaux, d'une trentaine de mètres de long, terminée par une abside heptagonale précédée d'une travée de chœur. Un mur diaphragme percé d'un oculus précède le chœur.
La tour-clocher se dresse au-dessus d'un large porche, à l'ouest.

## Vitraux
Les vitraux du chœur de l'église ont été réalisés au XIXe siècle réalisés pour la plupart par les peintres-verriers Jean-Baptiste Barrelon (1818-1885), Joséphus Veyrat et Antoine Bessac travaillant dans leur atelier de Grigny qui étaient associés de 1852 à 1863. Ils ont été restaurés en 2016.

## Galerie

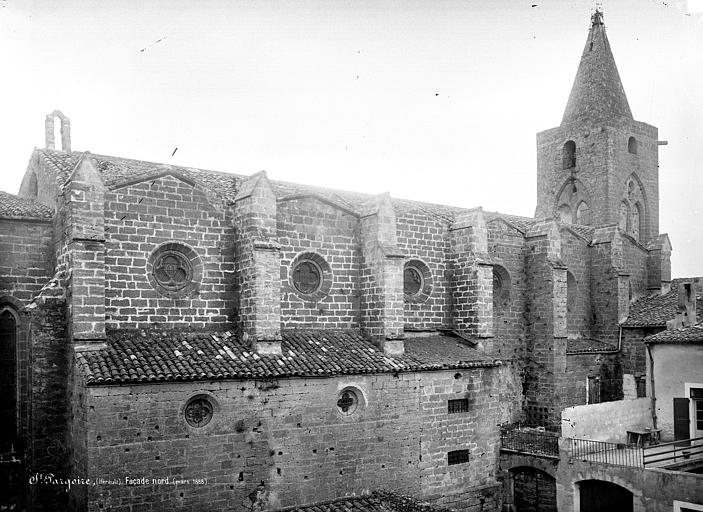
Le côté nord de l'église
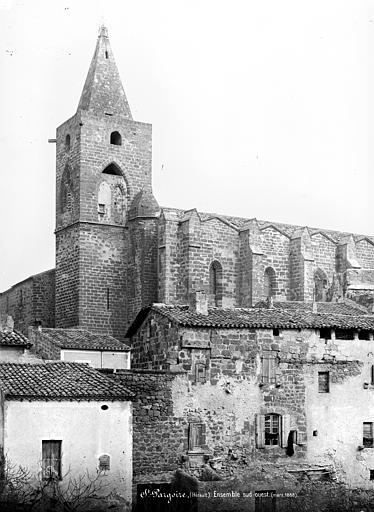
La tour-clocher er le côté sud de l'église
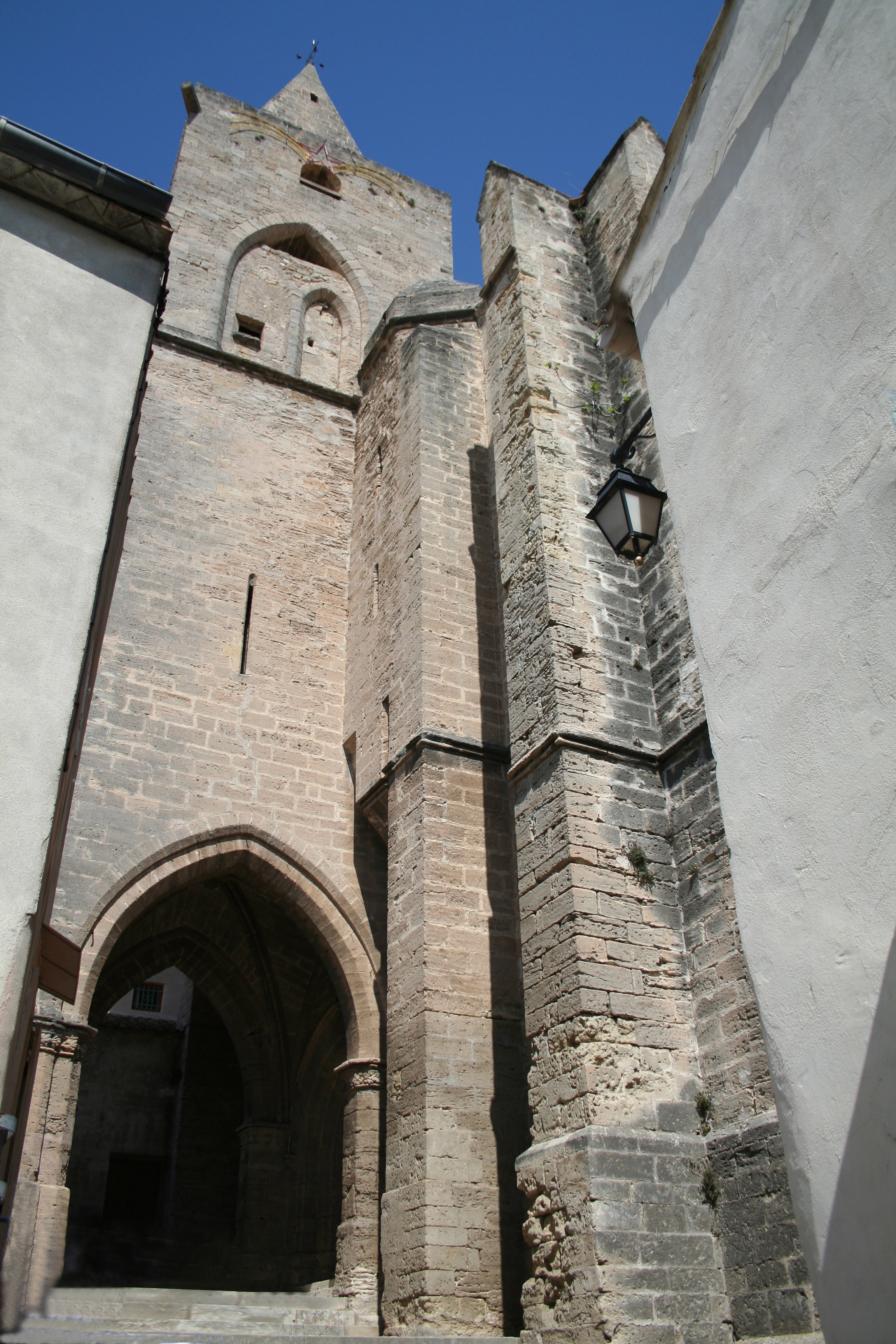
La tour-clocher
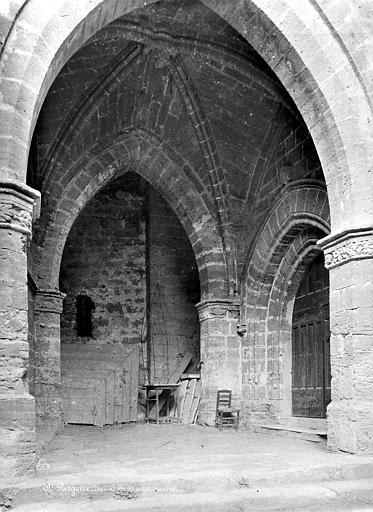
Le porche